# Мокиевка (Полтавская область)
Мокиевка (укр. Мокіївка) — село,
Мокиевский сельский совет,
Чернухинский район,
Полтавская область,
Украина.
Код КОАТУУ — 5325183201. Население по переписи 2001 года составляло 503 человека.
Является административным центром Мокиевского сельского совета, в который, кроме того, входит село
Пески-Удайские.

## Географическое положение
Село Мокиевка находится в 2-х км от правого берега реки Многа и
в 2-х км от села Луговики.
Рядом проходит автомобильная дорога Р-60.

## Происхождение названия
На территории Украины 2 населённых пункта с названием Мокиевка.

## Объекты социальной сферы
- Школа.